# Chlorocypha cancellata
Chlorocypha cancellata (лат.) — вид стрекоз из семейства Chlorocyphidae. Африка: Ангола, Камерун, Центральноафриканская Республика, Конго-Браззавиль, Демократическая Республика Конго, Экваториальная Гвинея, Габон, Нигерия, Уганда. Рассматривается МСОП в статусе Вызывающие наименьшие опасения.

## Описание
Среднего размера металлически блестящие стрекозы. Самцы сходны с C. curta и C. helenae синими терминальными сегментами брюшка, резко контрастирующими с базальными сегментами. Однако отличается (1) антегумеральной полосой с прямой дорсальной границей; (2) базальные сегменты (обычно S2—6) красноватые с толстыми чёрными апикальными полосами и чёрными дорсальными и латеральными линиями; (3) голени полностью чёрные, а не белые в передней части. Их места обитания это в основном ручьи, но также и реки, затенённые лесом, но иногда на открытых участках в лесу. Обычно связаны с мёртвыми стволами или ветвями и, возможно, погружёнными корнями и/или грубым детритом. От 0 до 2100 м над уровнем моря, но в основном ниже 1000, хотя возможно и до 2600 м.